# Karl Bretscher
Karl Bretscher (* 4. Juli 1883 in Enge; † 3. März 1966 in Bern) war ein Schweizer Elektroingenieur und Manager.
Karl Bretscher absolvierte eine Mechanikerlehre von 1901 bis 1903. Anschliessend besuchte er das Technikum Winterthur, heute die Zürcher Hochschule Winterthur. Während seiner Wanderjahre arbeitete er für die Bell Telephone Manufacturing Company in Antwerpen, damals eine Tochterfirma der American Telephone and Telegraph Company (AT&T), von 1906 bis 1908, wobei er für diese Firma die erste manuelle Telefonvermittlungszentrale mit Zentralbatterie in Bern installierte. Auftraggeber war die Eidgenössische Telephonverwaltung. Während einer einjährigen Studienreise in die USA besuchte er Western Electric, eine andere Tochterfirma von AT&T, und die New York Telephone Company. Dort erwarb er Kenntnisse über den Betrieb und den Störungsdienst von Telefonzentralen wie auch der Werbung für solche Anlagen. Daraufhin kehrte er zur Bell Telephone Manufacturing Company in Antwerpen zurück und nahm an der Installation von Telefonzentralen in unterschiedlichen europäischen Ländern teil, unter anderem in seiner Heimatstadt Zürich. Anschliessend wechselte er 1918 zur Hasler AG Bern, der damals einzigen namhaften Schweizer Firma in der Telekommunikationsbranche. Bei Hasler setzte er sich erfolgreich dafür ein, dass Hasler nicht nur Telefonapparate, sondern auch Zentralen liefern konnte. Allerdings war Hasler zu dieser Zeit von Lizenzen ausländischer Hersteller abhängig. Unter der Leitung von Bretscher entwickelte Hasler als eigene Amtszentrale für die PTT die HS 31, welche bis zum Nachfolgesystem HS 52 die meistverkaufte Amtszentrale der Schweiz wurde. (S. 73–76).  Schon 1921 wurde Bretscher zum  Verwaltungsratsdelegierten ernannt, was dem Vorsitzenden der Geschäftsleitung entspricht. Er gründete und präsidierte den Branchenverein Pro Telephon, welcher Werbung für die Telefonie machte und mehrere Hersteller, Benutzergruppen wie auch die PTT als Teilnehmer hatte.
Eine neue Aufgabe trat er 1941 an, als er die Leitung der angeschlagenen Firma Winkler, Fallert & Cie (Wifag) in Bern übernahm. Bei Hasler AG Bern blieb er Verwaltungsrat.
Karl Bretscher hatte zwei Söhne, der ältere war Alfred Bretscher (1920–2016), welcher der Universität Bern sein Erbe überliess.

## Ehrung
Die Universität Bern verlieh ihm 1951 als Pionier der Schweizer Telefonindustrie die Ehrendoktorwürde.